# Philip Donald Estridge
Philip Donald Estridge (23 de juny de 1937 - 2 d'agost de 1985), conegut com a Don Estridge, va ser un informàtic estatunidenc. Va dirigir el desenvolupament de l'IBM Personal Computer (PC) original i, per tant, és conegut com a «pare de l'IBM PC». Les seves decisions han canviat dramàticament la indústria informàtica, ocasionant un gran augment en el nombre d'ordinadors personals venuts i comprats, així creant una indústria sencera de fabricants de maquinari d'IBM PCs.